# Cadre Noir

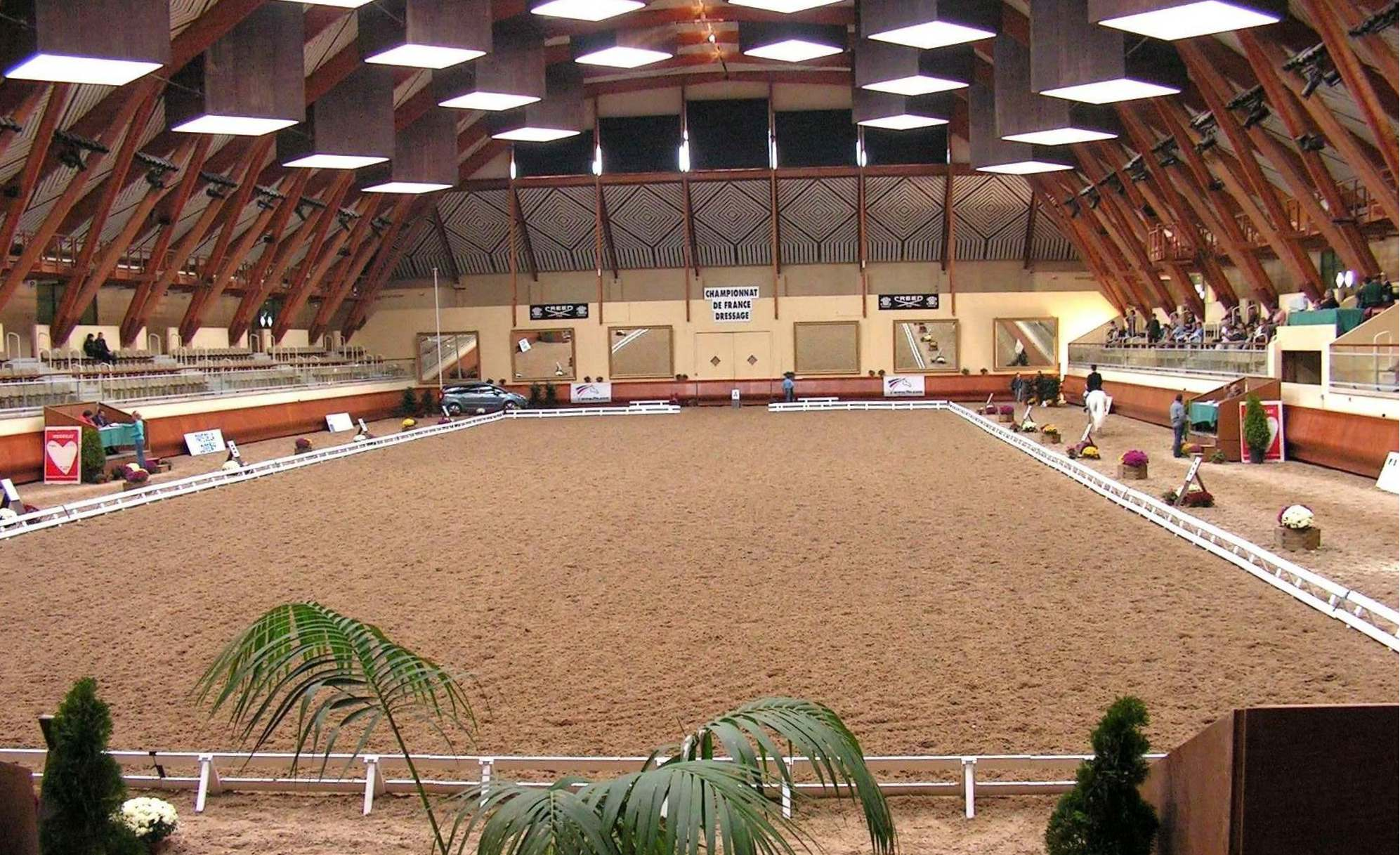
Manegen på ridskolan École nationale d'équitation.

Cadre Noir är den kår av lärare och beridare som finns vid den franska statens ridskola, École nationale d'équitation i Saumur. Idag kallas även ridskolan för Cadre Noir efter sin lärarkår. Ridskolan har sitt ursprung i 1500-talet, men Cadre Noir bildades 1814 när ridskolan fick till uppgift att utbilda kavalleriets officerare. Namnet härrör från färgen på instruktörernas svarta uniform. I dag är ridskolan en civil ridskola som utbildar såväl ryttare på elitnivå som ridlärare. Till skillnad från den Spanska ridskolan i Wien sker utbildning vid Cadre Noir inte enbart i dressyr utan även i andra grenar av ridsport. Det franska ordet för en instruktör på ridskolan är écuyer, det vill säga ridlärare eller beridare.

## Historia
Redan under slutet av 1500-talet började historien om ridskolan i Saumur. Kung Henrik IV av Frankrike gav sin vän Duplessis-Morney tillstånd att grunda en protestantisk akademi och ridskola i Saumur. Ridskolan skulle bildas för att erkänna och fira stadens 400-åriga historia. Men under Napoleonkrigen (1803-1815) var det franska kavalleriet hårt utsatt, framförallt när Napoleon I tvingades retirera från Ryssland. Av 580 000 soldater återvände enbart 22 000. För att höja kvaliteten på kavalleriet grundades 1814 en kavalleriskola vid Duplessis-Morneys gamla akademi i Saumur, där kavalleriofficerarna inte bara fick lära sig stridskonst utan även ridkonst. 
Ridskolan hade inte bara som uppgift att utbilda ryttarna utan man utbildade även hästar, både för militärt bruk och senare även bara för ridkonsten. Man utgick främst ifrån lärorna hos Francois Robichon de la Gueriniere, den moderna ridkonstens fader och stallmästare hos den franska kungen Ludvig XV. Cadre Noir blev snabbt den ledande ridakademin i Frankrike och när arméerna avhästades efter första världskriget riktade man sig enbart in på ridning istället för att utveckla hästar och ryttare till kavalleriet. Den 20 juni 1928 besöks även ridskolan av hertiginnan de Berry och för att hedra henne utförde man en speciellt komponerad kadrilj. Det var första gången ridskolan blev allmänt omnämnd och den första Cadre Noir-truppen grundades detta år.
När både arméerna och samhällena avhästades och mekaniserades ökade intresset för ridsporten över hela världen. Vid Stockholmsolympiaden 1912 blev ridsport en olympisk gren. Representanter från Cadre Noir har deltagit i flera olympiska sommarspel. Men ridsporten blev mest populär främst under 1970-talet och Frankrike fick en explosion av ridskolor som startades över hela landet. Cadre Noir-skolan fick då i uppdrag av staten att leda utbildningen i landet och utbilda diplomerade ridlärare, med inriktning på ridsport. Man skulle också utbilda ryttare till tävlingar på elitnivå. Cadre Noir blev Frankrikes centrala statliga ridskola år 1972. 

## Beridare

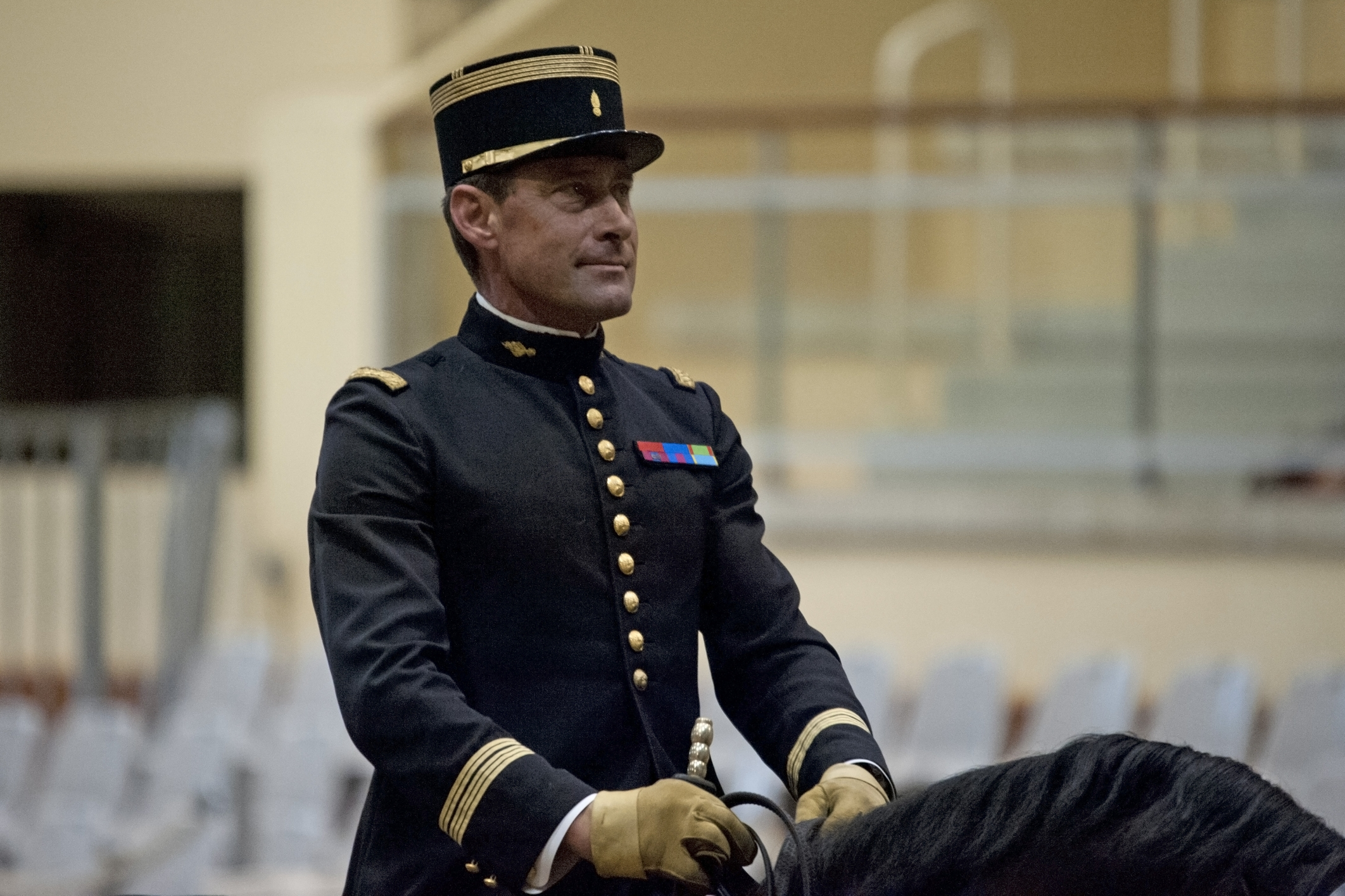
Överste Jean-Michel Faure är sedan 2006 överberidare och chef för Cadre Noir.

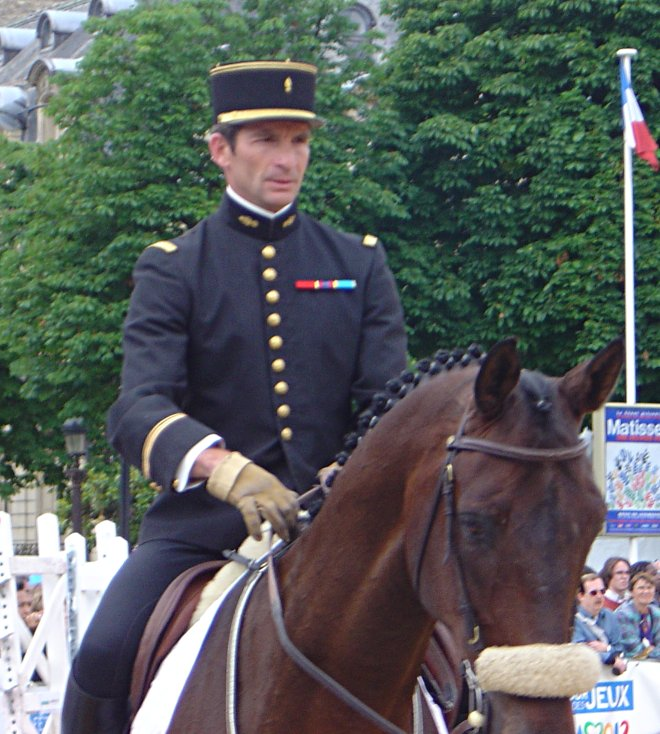
Den svarta uniformen har gett beridarkåren dess namn. Här ses olympiska guldmedaljören, regementsförvaltare Didier Courreges.

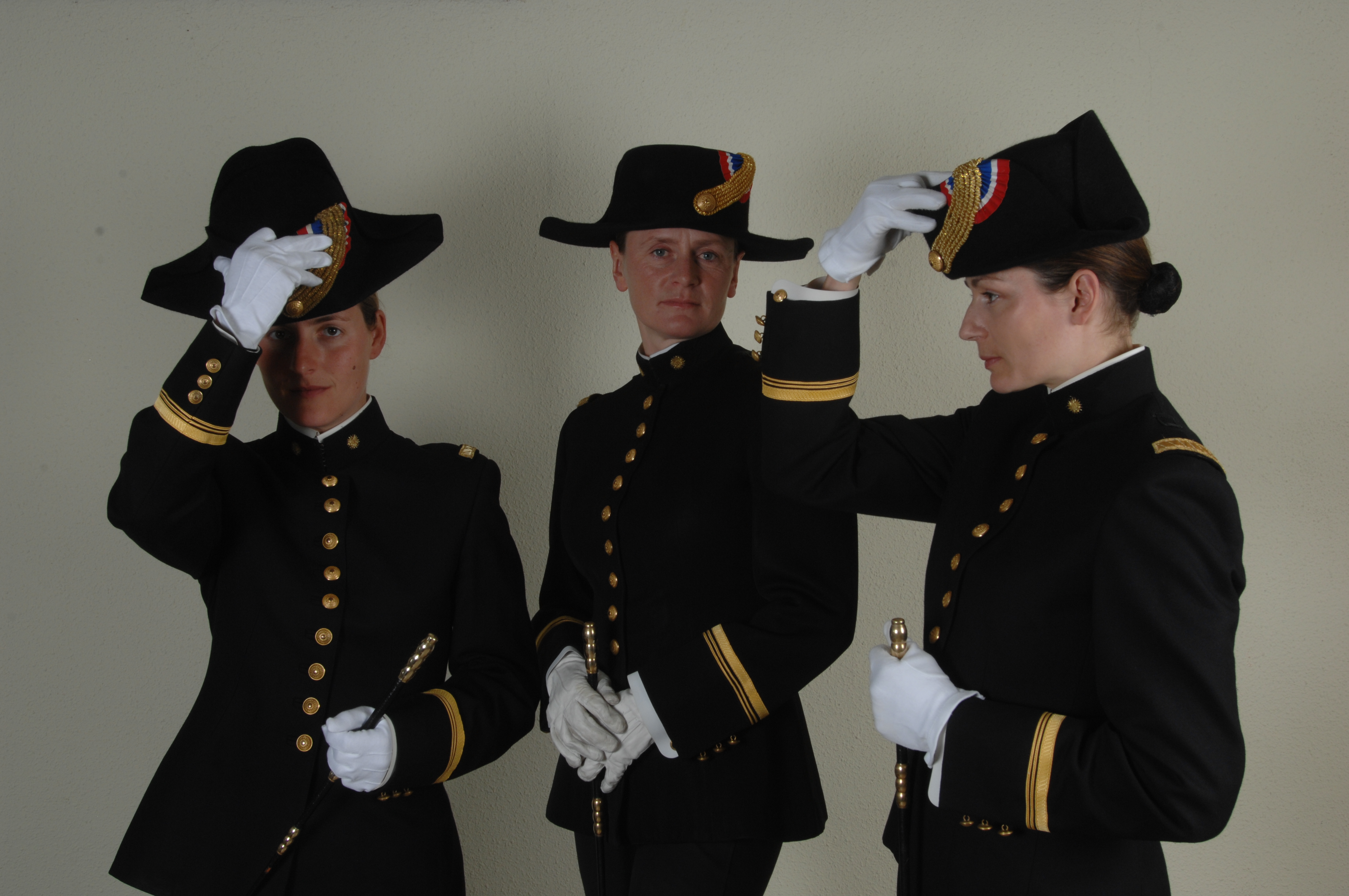
Paraduniform för kvinnliga civila beridare med bicorne.

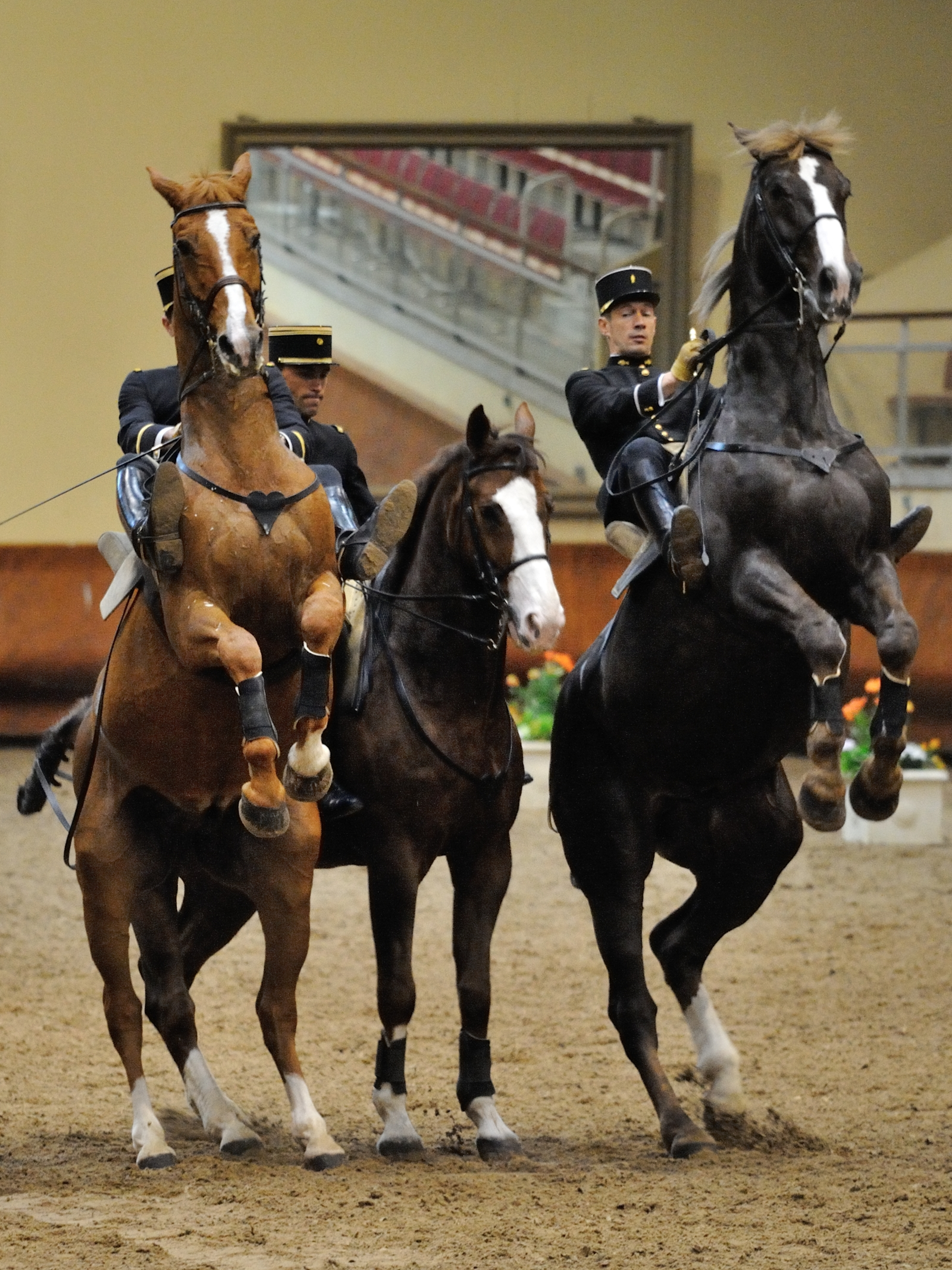
Courbettes montées

Cadre Noir har samlat de främsta experterna inom ridutbildning på sin anläggning där de är instruktörer och lärare, écuyers, inom ridkonsten. Dessa män och kvinnor förbereder även hästarna innan lektioner och uppvisningar.
Idag finns det 42 beridare vid Cadre Noir som alla är experter inom olika områden inom hästsporten. Åtta är militärer, bland annat överberidaren (se nedan), som ställts till skolans förfogande av försvarsministeriet. Övriga är civila, bland dem lärare från sportministeriet. Det är än idag mycket strikta regler för att få anställning som en beridare och man bedöms bland annat för stil, känsla och resultat både på nationella och internationella tävlingar. Man måste vara under 30 år gammal och ha instruktörsutbildning. Efter ett års provanställning kan eleverna bli aspiranter och får då bära den svarta uniformen.   
Överberidaren, Écuyer en chef, kallas även för "Den Store Guden" och han är chef för hela ridskolan. För att bli chef måste man ha tävlat framgångsrikt i minst en av de tre viktigaste disciplinerna, nämligen banhoppning, dressyr eller fälttävlan. Idag är överste Jean-Michel Faure, den 36:e i raden av Écuyer en Chef. 
Sammanlagt har 44 beridare från Cadre Noir deltagit i 17 olympiska spel med ett resultat av 6 guldmedaljer, 1 silvermedalj och 2 bronsmedaljer. 2002 tog det franska laget med beridarna Didier Courrèges and Jean-Luc Force i spetsen ett silver i VM i Jerez de la Frontera. 2003 blev även samma lag silvermedaljörer i EM. Under OS 2004 i Aten tar Arnaud Boiteau och Courrèges guldmedalj i fälttävlan.

## Den svarta uniformen
Vid ridskolans begynnelse 1814 rekryterade man sina beridare, som oftast var civilanställda, bland pensionerade officerare från kavalleriet. För att skilja dessa från kavalleristerna, som bar blå uniformer, fick man en svart uniform. Den svarta uniformen blev ett kännetecken för ridskolan som fick sitt namn Cadre Noir. 
Uniformerna är i stort sett lika för alla beridare, oberoende av grad, så när som på de gradbeteckningar som bärs på vapenrocken och huvudbonaden. Paradhuvudbonad är en bicorne, dekorerad med en liten förgylld sol, som förut fungerade som en symbol för Frankrikes ära och kunskapen om hästar och ridkonst. Ryttarna i Cadre Noir bär ibland sporrar av guld.
Civil personal bär den flammande solen som symbol och bär som gradbeteckningar en tjock och därunder en smal galon för Aspirant Écuyer, en tjock och två smala galoner för Écuyer, en tjock och tre smala galoner för Maître Écuyer. Militär personal bär istället för solen en flammande granat och istället för de civila gradbeteckningarna enligt ovan gradbeteckningar för den militära grad de innehar.

## Hästarna
Medan den Spanska ridskolan i Wien är kända för att enbart inrikta sig på dressyr och de vita Lipizzanerhästarna så har Cadre Noir en större mångfald bland hästarna. Främst använder man sig dock av engelska fullblod, angloaraber, hannoveranare och selle français men man håller sig även med Lusitanohästar när man ska visa upp barockridningen, som härstammar från 1500- och 1600-talet. 
De engelska fullbloden och anglo-araberna skolas främst i dressyr och hoppning och tävlas upp till Grand Prix-nivå. Selle Francais-hästarna visas oftast upp vid hand och tränas i skolorna ovan mark, rörelsemoment med många luftsprång och hopp.

## Uppvisningar
Cadre Noir-truppen håller ibland uppvisningar som är öppna för allmänheten och som de ibland visar upp under turnéerna. Under uppvisningar visas hästarna ibland vid hand, och då kan en beridare visa upp 4 eller ibland till och med fler hästar samtidigt. 
De vanligaste moment är:
- Basse école: Hästen visas upp i sina naturliga gångarter, skritt, trav och galopp där hästarna även får visa upp olika rörelser efter specifika regler i varje gångart.
- Haute école: Olika dressyrrörelser under samling exempelvis passage eller piaff.
- Skolan ovan mark: En rad med rörelser som innebär att hästen hoppar eller gör olika luftsprång exempelvis courbette (hästen stegrar och hoppar fram på bakbenen), kapriol (ett gethopp med långt utsträckta bakben) och croupade (hästen sparkar bakut med fullt sträcka bakben). Dessa rörelser ska representera hästens naturliga rörelser när den är i frihet.

## Organisation
Den centrala franska ridskolan, École nationale d'équitation (ENE), och de franska statsstuterierna ingår sedan 2010 i en gemensam förvaltningsmyndighet, Institut français du cheval et de l'équitation (franska institutet för hippologi och ridkonst) vilken har till uppdrag att stödja hästnäringen med utbildning och hästavel. Institutet är underställt både lantbruksministeriet och sportministeriet och har en generaldirektör och styrelse samt 10 regionala direktioner. Den centrala ridskolan ENE ingår i institutet som en förvaltningsenhet tillsammans med de 19 statsstuterierna.
Beridarna börjar sin anställning med ett ettårig provperiod som beridareelever. De som blir antagna som beridareaspiranter får ta på sig den svarta uniformen och efter minst tre års utbildning kan de bli beridare. Vissa mycket kvalificerade beridare kan bli utnämnda till Maître-écuyers. Idag (2011) består beridarekåren av 42 personer: en chef, två maître-écuyers, 37 beridare och tre beridareaspiranter.

## Programutbildning
Vid École nationale d'équitation (ENE)  finns en hippologisk programutbildning, där följande yrkesexamina kan avläggas:
- År 1: BPJEPS "Activités équestres" (yrkesdiplom i ridsport).
- År 2: DEUST "Économie et Encadrement des activités équestres et de loisirs" (högskoleexamen i ridsportens arbetsledning och ekonomi) samt Diplôme d'Etat (statsdiplom i ridsport).
- År 3: Licence "Management des établissements équestres" (kandidatexamen i hästnäringens ekonomi och administration) samt Diplôme d'Etat Supérieur (högre statsdiplom i ridsport).